# Cam Thịnh Đông
Cam Thịnh Đông là một xã cũ thuộc thành phố Cam Ranh, tỉnh Khánh Hòa, Việt Nam.
Xã Cam Thịnh Đông có diện tích 29,35 km², dân số năm 1999 là 6.809 người, mật độ dân số đạt 232 người/km².